# Fuchs, du hast die Gans gestohlen

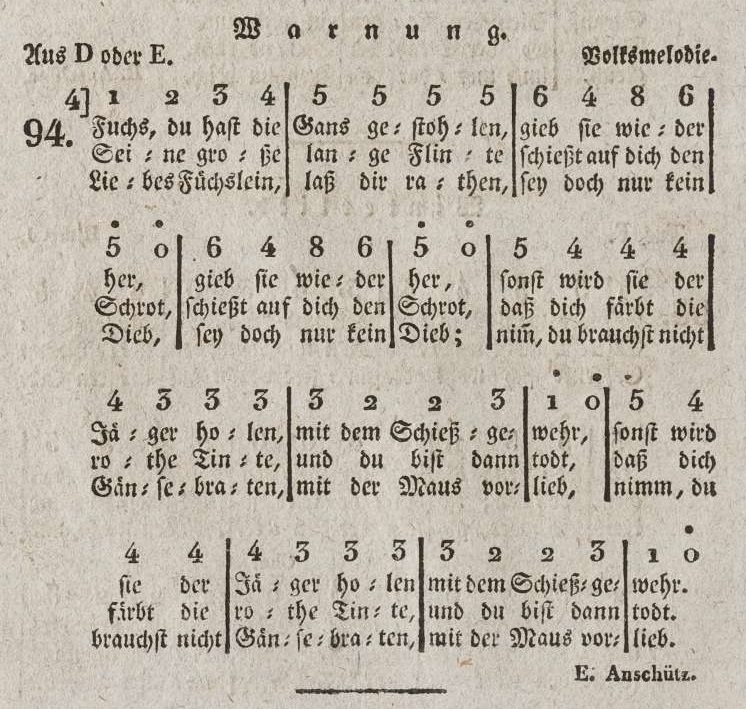
Fuchs, du hast die Gans gestohlen, Erstdruck 1824, noch unter dem Titel Warnung und mit Zahlen statt Noten für die Dur-Tonleiter

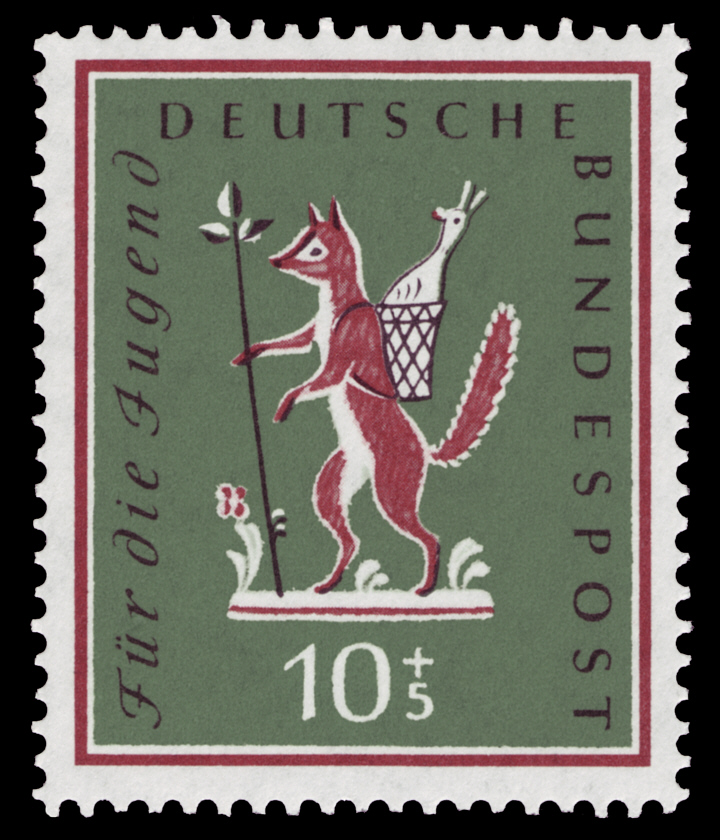
Jugendmarke der Deutschen Bundespost (1958)

Fuchs, du hast die Gans gestohlen ist ein aus drei Liedstrophen bestehendes deutschsprachiges Kinderlied.
Der Liedtext wurde von Ernst Anschütz zur Melodie eines älteren Volkslieds verfasst und 1824 unter dem Titel Warnung veröffentlicht. Den heutigen, kinderfreundlicheren Titel erhielt das Lied im Laufe der Zeit durch den Text der ersten beiden Takte. Es zählt zu den bekanntesten Kinderliedern im deutschsprachigen Raum.

## Inhalt
Im Text wird einem diebischen Fuchs damit gedroht, dass ihn der Jäger erschießen werde, sollte er die Gans nicht wieder zurückbringen, die er den Menschen gestohlen hat. Obwohl die Ernsthaftigkeit der Drohung mit dem Jäger und seinem Schießgewehr eigentlich schon in der ersten Strophe zu verstehen ist, beschreibt die zweite Strophe noch deutlicher die für den Fuchs recht unerfreulichen Folgen einer Schusswaffenverletzung, wobei hier die kindliche Verharmlosung des Verblutens als Färbung mit roter Tinte auffällt. Am Ende der letzten Strophe wird ihm angeraten, die Maus, einen in menschlichen Siedlungen reichlich vorhandenen Schädling, dem Gänsebraten vorzuziehen.

## Melodie
Ernst Anschütz unterlegte seinen Text dem damals bekannten Volkslied Wer die Gans gestohlen hat. Die aufsteigende Linie des Melodieanfangs basiert – wie auch beispielsweise bei Alle meine Entchen oder Häschen in der Grube – auf der Dur-Tonleiter.

## Text
1. Fuchs, du hast die Gans gestohlen,

|: gib sie wieder her! :|

|: Sonst wird dich der Jäger holen,

mit dem Schießgewehr. :|

2. Seine große, lange Flinte

|: schießt auf dich den Schrot, :|

|: dass dich färbt die rote Tinte

und dann bist du tot. :|

3. Liebes Füchslein, lass dir raten,

|: sei doch nur kein Dieb; :|

|: nimm, du brauchst nicht Gänsebraten,

mit der Maus vorlieb. :|

## Sonstiges
In Japan ist Fuchs du hast die Gans gestohlen ebenfalls populär. 1947 verfasste Yoshiu Katsu einen Text, der auch von einem Fuchs (Kogitsune „Füchslein“) handelt, auf dieselbe Melodie. Diese Version ist bis heute in japanischen Musikbüchern für die Grundschule zu finden. Im Gegensatz zur deutschen Version sind einige kulturelle Unterschiede berücksichtigt; der Fuchs ist dort kein „Dieb“ sondern ein liebenswürdiges Wesen, das sich schmückt und hübsch macht und als bedauernswert beschrieben wird, da es im Winter von Kälte bedroht ist. Da es in Japan den Beruf des Wildhüters nicht gibt, kommt auch der Jäger in der japanischen Version nicht vor.
Nach dem Lied ist auch ein Kurzfilm von Alfred Stöger aus dem Jahr 1936 benannt. 1997 veröffentlichte Edith Walther die deutsche Übersetzung des 1991 erschienenen Buchtitels A Season for Murder von Ann Granger unter dem Titel Fuchs, du hast die Gans gestohlen. Die deutsche Deathcore-Band We Butter the Bread with Butter hat dieses Lied auf ihrem 2008 erschienenen Album Das Monster aus dem Schrank neu interpretiert.